# Červené Poříčí
Červené Poříčí là một làng thuộc huyện Klatovy, vùng Plzeňský, Cộng hòa Séc.